# Marion Hoffman
Marion Hoffman (* 29. September 1949) ist eine ehemalige australische Sprinterin.
1969 siegte sie bei den Pacific Conference Games über 100 m und gewann Silber über 200 m. Bei den British Commonwealth Games 1970 in Edinburgh holte sie Bronze über 100 m, wurde Siebte über 200 m und siegte in der 4-mal-100-Meter-Staffel.
1972 erreichte sie bei den Olympischen Spielen in München über 100 m das Viertelfinale und wurde mit der 4-mal-100-Meter-Staffel Sechste.

## Persönliche Bestzeiten
- 100 m: 11,3 s, 5. Juli 1970, Sydney
- 200 m: 23,3 s, 15. März 1970, Melbourne